# These Are the Days of Our Lives
„These Are the Days of Our Lives“ (на български: „Това са дните на нашия живот“) е песен на британската рок група Куийн. Тя е написана в голяма степен от техния барабанист Роджър Тейлър и е осмата песен в албума Innuendo от 1991 година. „These Are the Days of Our Lives“ е хармонично и структурно една от най-простите песни от каталога на групата. Музиката и клавишите са програмирани от четиримата членове на групата в студиото и е записана от техния продуцент Дейвид Ричардс.
Песента е издадена като сингъл в Съединените щати на 45-тят рожден ден Фреди Меркюри на 5 септември 1991 година, на обратната страна на сингъла във Великобритания след три месеца на 9 декември (след смъртта на Меркюри), е поставена песента „Bohemian Rhapsody“. Сингълът дебютира на първа позиция в британската класация за сингли, и остава на върха в продължение на пет седмици. Британската звукозаписна индустрия („BPI“) присъжда на сингъла наградата „Brit Awards“ за най-добър сингъл за 1992 година.
„These Are the Days of Our Lives“ връща тематично Куийн назад през 1975 година към песента „Love of My Life“, два пъти по-мощна с помощта с думите „Аз все още те обичам“. В края на песента Фреди Меркюри изговаря думите, също както и при „Love of My Life“.

## Състав
- Фреди Меркюри: водещи и беквокали, пиано
- Брайън Мей: китари, беквокали, пиано
- Роджър Тейлър: барабани, перкусия,
- Джон Дийкън: бас